# Piet van Dommelenhuis
Het Piet van Dommelenhuis is een kantoortoren in de Utrechtse wijk Kanaleneiland. Het pand, gelegen aan het 5 Meiplein op de kruising tussen de Churchilllaan en de Beneluxlaan, telt 19 etages en is 73,2 meter hoog. Het is genoemd naar de oorspronkelijke architect, Piet van Dommelen van architectenbureau Maaskant, Van Dommelen, Kroos en Senf Architekten, die het bouwwerk eind jaren zestig ontwierp.
Het Piet van Dommelenhuis is eigendom van vastgoedfirma UrbanInterest en herbergt een groot aantal verschillende bedrijven.